# Joachim Küchenhoff
Joachim Küchenhoff (* 1953 in Dortmund) ist ein deutsch-schweizerischer Psychiater, Psychoanalytiker und Wissenschaftler. Er war bis August 2018 Direktor der Erwachsenenpsychiatrie der Psychiatrie Baselland in Liestal. Er ist Vorsitzender des Aufsichtsrates der Internationalen Psychoanalytischen Universität (IPU) in Berlin und dort auch Gastprofessor.

## Leben
Küchenhoff studierte von 1970 bis 1976 Humanmedizin und Philosophie in Würzburg, Glasgow und Heidelberg und promovierte 1978 bei Helm Stierlin an der Universität Heidelberg mit der Dissertation Psychosoziale Rehabilitation von Anus-Praeter-Trägern. Als Assistenzarzt arbeitete er 1978 und 1979 in der Abteilung „Akut- und Allgemein-Neurologie“ des Krankenhauses Karlsbad-Langensteinbach in Baden-Württemberg, von 1979 bis 1981 im Psychiatrischen Landeskrankenhaus Weinsberg und von 1981 bis 1984 in der Psychiatrischen Universitätsklinik Heidelberg.
1984 wurde Küchenhoff Facharzt für Psychiatrie; es folgten 1987 die Zusatztitel für Psychotherapie und Psychoanalyse. Ab 1984 arbeitete er zehn Jahre an der Psychosomatischen Universitätsklinik Heidelberg, zuerst als Assistenz-, dann als Oberarzt und schliesslich als Stellvertreter des ärztlichen Direktors. 1992 habilitierte sich Küchenhoff an der Universität Heidelberg mit einer Arbeit zum Thema „Psychosomatische Wechselwirkungen. Zur Interaktion seelischer und körperlicher Faktoren im Krankheitsverlauf des Morbus Crohn“. Er erhielt 1993 den Hans-Roemer-Preis des Deutschen Kollegiums für Psychosomatische Medizin (DKPM) für besondere wissenschaftliche Leistungen.
1994 erhielt er einen Ruf an die Universität Basel und wurde Extraordinarius für Psychiatrie und Psychotherapie an der Psychiatrischen Universitätsklinik Basel. 1996 erwarb sich Küchenhoff den Facharzttitel für psychosomatische Medizin und Psychotherapie. 2007 wurde er Chefarzt der Klinik für Psychiatrie und Psychotherapie der Kantonalen Psychiatrischen Dienste Basel-Landschaft in Liestal (seit 2012 Psychiatrie Baselland). Im September 2014 wurde er zum ärztlichen Direktor der Erwachsenenpsychiatrie und Chefarzt der Privatklinik der Psychiatrie Baselland ernannt. Zusammen mit Rolf-Peter Warsitz wurde ihm 2016 der Wolfgang-Loch-Preis für herausragende psychoanalytische Arbeiten verliehen. 2018 erhielt Küchenhoff den Preis der Dr. Margrit Egnér-Stiftung. Heute unterhält er eine Praxis für Psychiatrie, Psychotherapie und Psychoanalyse in Binningen bei Basel.
Die klinische Arbeit von Joachim Küchenhoff umfasst unter anderem psychopathologische und psychodynamische Diagnostik, multi-dimensionale und integrative Therapieansätze in der Psychiatrie, die Therapeut-Patient-Beziehung in der Psychiatrie, die Behandlung von Persönlichkeitsstörungen, somatoformen Störungen, depressiven Störungen und psychotischen Störungen. Seine wissenschaftlichen Schwerpunkte konzentrieren sich auf die interdisziplinäre Forschung in Kulturwissenschaften und Psychoanalyse, die psychoanalytische Theorie sowie die Psychotherapieforschung, das Körpererleben, die Behandlung psychotischer Störungen und die Psychosomatik. Er veröffentlichte zahlreiche wissenschaftliche Aufsätze, Buchbeiträge und Monographien (siehe Werke).
Von 2008 bis 2013 war er Mitglied der Vereinigung für psychotherapeutische Fort- und Weiterbildung e.V., des Trägers der Lindauer Psychotherapiewochen.
Küchenhoff ist Mitglied zahlreicher Fachverbände in der Schweiz, Deutschland und anderen Ländern. Aktiv tätig war er unter anderem bis 2023 in der Ständigen Kommission für Weiter- und Fortbildung der Schweizerischen Gesellschaft für Psychiatrie und Psychotherapie, seit 2013 ist er im Wissenschaftlichen Beirat der Lindauer Psychotherapiewochen, im Wissenschaftlichen Beirat des Dachverbandes Deutschsprachiger Psychosen-Psychotherapie und ist seit 2017 Vorsitzender des Aufsichtsrats der Internationalen Psychoanalytischen Universität Berlin. Küchenhoff ist Mitglied des Freiburger Arbeitskreises Literatur und Psychoanalyse und gründete 1996 das Basler Regionalnetz für Weiterbildung in der Psychiatrie und Psychotherapie, das er bis 2018 leitete. Er ist zudem Beirat zahlreicher Fachzeitschriften.
Joachim Küchenhoff lebt in Basel und ist verheiratet mit der Psychologin und Psychotherapeutin Cordula Olshausen Küchenhoff. Er ist Vater von zwei Kindern.

## Veröffentlichungen (Auswahl)
- Mutual Impact: At the Crossroads of Psychoanalysis and Literature. Phoenix Publishing House. ISBN 978-1-80013-168-2
- Psychotisches Erleben. Psychodynamik, Beziehungsdynamik, Behandlung. Kohlhammer, Stuttgart. 2023, ISBN 978-3-17-043521-6.
- Vom Dringlichen und vom Grundsätzlichen. Psychoanalytische Gedanken zu existenziellen, gesellschaftspolitischen und erkenntnistheoretischen Fragen. Psychosozial-Verlag, Giessen 2022, ISBN 978-3-8379-3154-9.
- Joachim Küchenhoff, Ralf Vogel: Psychotherapie an der Grenze des Machbaren. Kohlhammer, Stuttgart 2020, ISBN 978-3-17-035657-3
- Verständigung und Selbstfindung. Psychoanalytisch-philosophische Gedankengänge. Schwabe, Basel 2019, ISBN 978-3-7965-3977-0
- Sich verstehen im Anderen. Erkenntniswege der Psychoanalyse. Vandenhoeck&Ruprecht, Göttingen 2019, ISBN 978-3-525-45906-5
- Understanding Psychosis. Routledge, London 2018, ISBN 978-1-138-49467-1
- Depression. Psychosozial-Verlag, Giessen 2017, ISBN 978-3-8379-2705-4
- Rolf-Peter Warsitz, Joachim Küchenhoff: Psychoanalyse als Erkenntnistheorie – psychoanalytische Erkenntnisverfahren. Kohlhammer, Stuttgart 2015, ISBN 978-3-17-022276-2
- Joachim Küchenhoff, Puspa Agarwalla. Körperbild und Persönlichkeitsstörung. Die klinische Evaluation des Körpererlebens mit der Körperbildliste. 2. Auflage. Springer, Berlin 2013, ISBN 978-3-642-32577-9
- Der Sinn im Nein und die Gabe des Gesprächs. Psychoanalytisches Verstehen zwischen Philosophie und Klinik. Velbrück, Weilerswist 2013, ISBN 978-3-942393-75-1.
- Psychose. Psychosozial-Verlag, Giessen 2012, ISBN 978-3-8379-2110-6.
- Körper und Sprache: Theoretische und klinische Beiträge zu einem intersubjektiven Verständnis des Körpererlebens. Psychosozial-Verlag, Giessen 2012, ISBN 978-3-8379-2165-6.
- Die Achtung vor dem Anderen: Psychoanalyse und Kulturwissenschaften im Dialog. Velbrück, Weilerswist 2005, ISBN 3-934730-86-8.
- Psychodynamische Kurz- und Fokaltherapie: Theorie und Praxis. Schattauer, Stuttgart 2005, ISBN 3-7945-2354-7.
- Joachim Küchenhoff, Rolf-Peter Warsitz: Labyrinthe des Ohres. Vom Sinn des Zuhörens in Psychopathologie und Psychoanalyse. Psychosozial-Verlag, Giessen, 2016, ISBN 978-3-8379-2577-7.
- Emil Angehrn, Joachim Küchenhoff (Hrsg.): Das unerledigte Vergangene. Konstellationen der Erinnerung. Velbrück, Weilerswist 2015, ISBN 978-3-95832-058-1.
- Emil Angehrn, Joachim Küchenhoff (Hrsg.): Die Arbeit des Negativen. Velbrück, Weilerswist 2014, ISBN 978-3-942393-68-3
- Joachim Küchenhoff, Regine Mahrer Klemperer (Hrsg.): Psychotherapie im psychiatrischen Alltag: Die Arbeit an der therapeutischen Beziehung. Schattauer, Stuttgart / New York 2009, ISBN 978-3-7945-2658-1.
- Psychosomatische Wechselwirkungen. Zur Interaktion seelischer und körperlicher Faktoren im Krankheitsverlauf des Morbus Crohn. Habilitationsschrift an der Universität Heidelberg, 1992 (als Buch erschienen: Joachim Küchenhoff: Psychosomatik des M. Crohn. Zur Wechselwirkung seelischer und körperlicher Faktoren im Krankheitsverlauf. Enke, Stuttgart 1993, ISBN 3-432-25521-7)
- Psychosoziale Rehabilitation von Anus-Praeter-Trägern: eine vergleichende Untersuchung von Patienten mit Rectumcarcinom, Colitis ulcerosa und Ileitis terminalis, Dissertation an der Universität Heidelberg, 1978.